# (73891) Pietromennea
(73891) Pietromennea est un astéroïde de la ceinture principale.

## Description
(73891) Pietromennea est un astéroïde de la ceinture principale. Il fut découvert le 10 mars 1997 à Colleverde par Vincenzo Silvano Casulli. Il présente une orbite caractérisée par un demi-grand axe de 2,53 UA, une excentricité de 0,20 et une inclinaison de 2,7° par rapport à l'écliptique.
Il est nommé d'après l'athlète italien Pietro Mennea.